# Hayden James

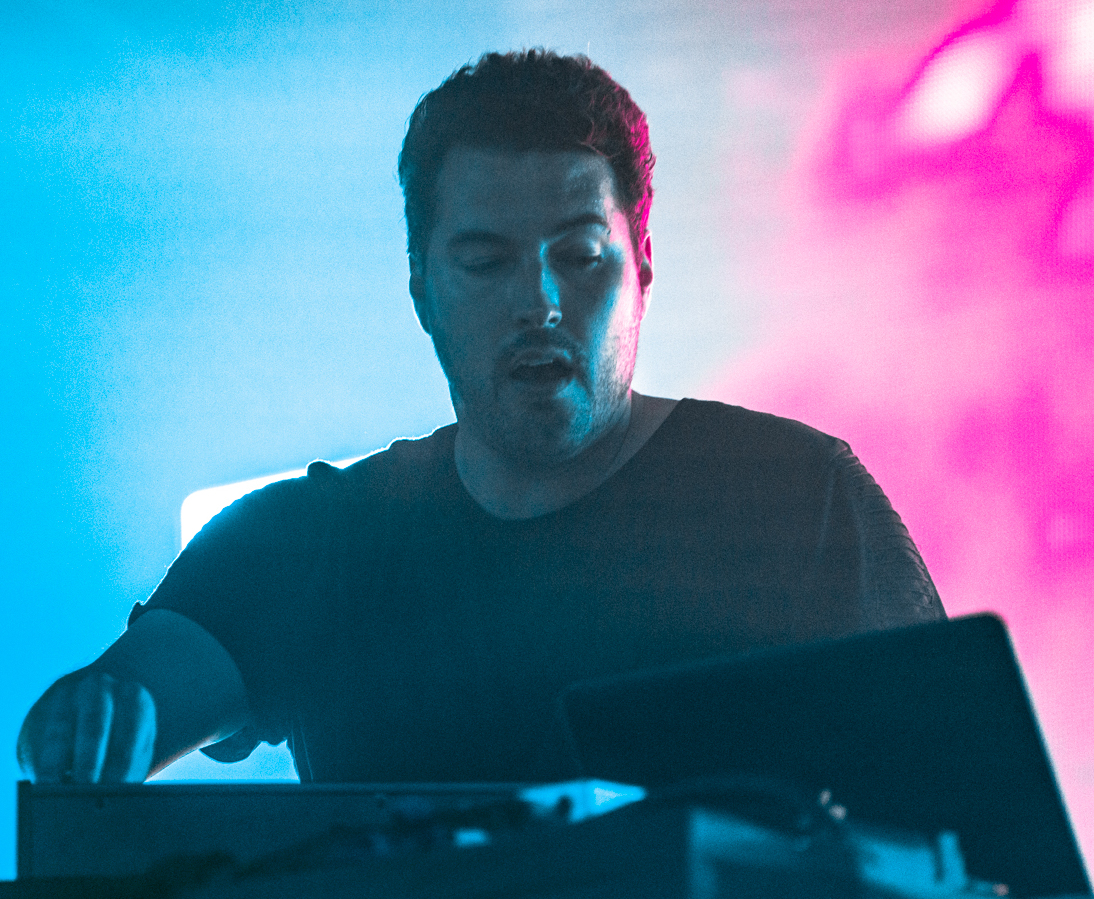
Hayden James (2018)

Hayden James ist ein australischer DJ, Songwriter und Musikproduzent aus Sydney, der erstmals mit seiner Debütsingle Permission to Love in Erscheinung trat.

## Hintergrund
Kurz darauf folgte die selbstbetitelte EP Hayden James (2013). Mit der zwei Jahre später veröffentlichten Single Something About You (2015), welche die Remixe des Songs durch Odezza, Ben Pearce und Charles Webster enthielt, gelang der internationale Durchbruch mit diversen Chartplatzierungen. Im Weiteren erschienen Just A Lover (2016) und Numb (2017), wobei letztere Single erfolgreich in die australischen Musikcharts Einzug hielt und Position 48 belegte.
Jene war es auch die gemeinsam mit den Tracks Better Together (2018) und Just Friends (2018), ebenfalls in den australischen Musikcharts auf Platz 26 vertreten, die Basis des Debütalbums Between Us (2019) bildete, dem gleichermaßen der Einzug in die Albumcharts der Australian Recording Industry Association (ARIA) gelang und dort Platz neun belegen konnte. Das zweite Album Lifted (2022) erschien wiederum auf James Stammlabel Future Classic.

## Diskografie (Auswahl)
Alben
- 2019: Between Us (Future Classic)
- 2022: Lifted (Future Classic)

Singles und EPs
- 2013: Hayden James (Future Classic)
- 2013: Permission To Love (Future Classic)
- 2015: Something About You (Future Classic, UK: Silber)
- 2016: Just A Lover (Future Classic)
- 2017: Jai Wolf Feat. Hayden James & Pierre Ganche – Something About Indian (Selbstveröffentlichung)
- 2017: Numb (Future Classic, AU: ×3Dreifachplatin )
- 2018: Hayden James & Running Touch - Better Together (Future Classic)
- 2018: Just Friends (Future Classic)
- 2019: Hayden James, Naations – Nowhere To Go (Caroline International, Future Classic)
- 2020: Hayden James, Azteck Feat. Paije – Waves Of Gold (Future Classic)
- 2020: Hayden James, Icona Pop – Right Time (Future Classics)
- 2021: Hayden James Feat. Crooked Colours – Rather Be With You (Future Classic)
- 2021: Hayden James Ft. Yaeger – Waiting for Nothing (Future Classic)
- 2022: Hold Tight (Future Classic)
- 2022: Hayden James, Cassian Ft. Elderbrook – On Your Own (Future Classic)

## Auszeichnungen für Musikverkäufe
| Goldene Schallplatte - Brasilien - 2024: für die Single Something About You - Neuseeland - 2024: für das Album Between Us | Platin-Schallplatte - Neuseeland - 2019: für die Single Something About You - 2020: für die Single Just Friends - 2021: für die Single Numb |

| Land/RegionAuszeichnungen für Musikverkäufe (Land/Region, Auszeichnungen, Verkäufe, Quellen) | Silber  | Gold     | Platin     | Verkäufe | Quellen              |
| -------------------------------------------------------------------------------------------- | ------- | -------- | ---------- | -------- | -------------------- |
| Australien (ARIA)                                                                            | —       | —        | 3× Platin3 | 210.000  | aria.com.au          |
| Brasilien (PMB)                                                                              | —       | Gold1    | —          | 20.000   | pro-musicabr.org.br  |
| Neuseeland (RMNZ)                                                                            | —       | Gold1    | 3× Platin3 | 97.500   | radioscope.co.nz NZ2 |
| Vereinigtes Königreich (BPI)                                                                 | Silber1 | —        | —          | 200.000  | bpi.co.uk            |
| Insgesamt                                                                                    | Silber1 | 2× Gold2 | 6× Platin6 |          |                      |